# هيغ هانسن
هيغ هانسن (بالنرويجية البوكمول: Hege Hansen)‏ هي لاعبة كرة قدم نرويجية، ولدت في 24 أكتوبر 1990 في النرويج. شاركت مع منتخب النرويج لكرة القدم للسيدات. أما مع النوادي، فقد لعبت مع Klepp IL ‏.

## وصلات خارجية
- هيغ هانسن على موقع الاتحاد الدولي (مؤرشف)  (الإنجليزية)
- هيغ هانسن على موقع الاتحاد الأوربي (الإنجليزية)
- هيغ هانسن على موقع اتحاد النرويج (النرويجية)
- هيغ هانسن على موقع قاعدة بيانات كرة القدم.إي يو (الإنجليزية)